# نان چرب
نان چرب یا نون چرب یک غذای سنتی شامل گوشت، نخود لپه، کشمش و ادویه است که به عنوان غذای سنتی شهرهای شوشتر و دزفول در فهرست میراث وزارت میراث فرهنگی و گردشگری ایران به ثبت رسیده است.
در مراسم سنتی عروسی این دو شهر، این غذا به عنوان ناهار روز عروسی پخت می‌شده است. این غذا در منوی رستوران‌های سنتی شوشتر ارائه می‌شود.
 ک

## مواد لازم
مواد لازم جهت تهیه نان چرب به شرح زیر است.
- گوشت بدون استخوان و با چربی (گوشت گوسفند، گاو یا مرغ) نیم کیلو
- نخودلپه خیس شده ۲ پیمانه
- پیاز درشت ۱ عدد
- نمک و زرد چوبه به میزان لازم
- زعفران ساییده شده یک قاشق غذا خوری،

روغن (ترجیحا حیوانی) ۴ قاشق غذا خوری،
کشمش سرخ ۱ پیمانه

## روش پخت
طرز تهیه نان چرب به این شرح است.
نخودلپه‌ها را تفت می‌دهیم تا در حین پخت له نشوند. پیاز را ریز خرد کرده و در روغن تفت می‌دهیم.
گوشت را خرد کرده و به پیاز اضافه می‌کنیم. ادویه‌جات را اضافه کرده و تفت داده و سپس آب را اضافه کرده روی اجاق قرار می‌دهیم.
بعد از نیم ساعت از جوش آمدن غذا، نخودلپه‌ را اضافه می‌کنیم. شعله را کم کرده تا پخته شود و زعفران را در آخر پخت به غذا اضافه می‌کنیم.
در این مرحله وقتی غذا پخته شد، کشمش‌ها را تفت داده و با روغن به آن اضافه می‌کنیم. آب غذا را در ظرفی ریخته و نان‌ها را یکی یکی در آن خیس کرده تا نان به چربی غذا آغشته شود.
وقتی یک طرف نان کاملا زرد شد در ظرف پذیرایی گذاشته و مقداری از مواد که گوشت و نخودلپه و کشمش است در وسط آن قرار می‌دهیم.